# Potentilla lycopodioides
Potentilla lycopodioides là loài thực vật có hoa trong họ Hoa hồng. Loài này được (A. Gray) Baill. ex J.T. Howell miêu tả khoa học đầu tiên năm 1945.